# Valerius Geist
Valerius Geist (Mykolaïv, 2 febbraio 1938 – Port Alberni, 6 luglio 2021) è stato un biologo, zoologo ed etologo canadese.
Professore emerito presso la Facoltà di Design Ambientale dell'Università di Calgary. È stato specialista della biologia, del comportamento e delle dinamiche sociali dei grandi mammiferi nordamericani (alci, pecore bighorn, altri ungulati selvatici e lupi), oltreché stimato per le sue ricerche sul comportamento dei Neanderthal.

## Biografia
È nato il 2 febbraio 1938 a Mykolaiv, in Ucraina, allora facente parte dell’URSS  ed è cresciuto in Austria e Germania.  Nel 1961 sposò la biologa Renate Brall (1937 - 2014). 
Ha conseguito una laurea in zoologia (1960) e un dottorato di ricerca in zoologia (1967), entrambi presso l'Università della British Columbia. Ha completato i suoi studi post-dottorato a Seewiesen, in Germania, presso l'Istituto Max Planck per la fisiologia comportamentale (1967-1968) sotto Konrad Lorenz. La sua tesi di dottorato era intitolata ‘’On the behaviour and evolution of American mountain sheep’’   (Comportamento ed evoluzione delle pecore di montagna Americane).
Dal 1977 ha insegnato all'Università di Calgary, dove è stato membro fondatore e primo direttore del programma di Scienze Ambientali presso la Facoltà di Design Ambientale.

## Lavoro scientifico
Valerius Geist è noto per le sue ricerche scientifiche sul comportamento e la biologia delle popolazioni di molte specie di ungulati selvatici e canidi. Dopo un periodo di sostegno a progetti di manutenzione della selvaggina in ranch come modello di protezione animale, si è ravveduto e ha avvertito il governo dell'Alberta che la raccomandazione di tenere i cervi nei recinti era un errore sia scientifico che economico. Le sue preoccupazioni furono confermate quando le calamità causate dalle malattie e dal crollo del mercato costrinsero molti allevatori a macellare i loro animali e chiudere le loro fattorie. 
Geist negli ultimi anni della sua vita quando si è ritirato a vivere in campagna sull’isola di Vancouver, ha dovuto rivedere completamente le sue opinioni precedenti in merito all’idee diffuse in ambito accademico odierno che ipotizzano il comportamento dei lupi come non pericoloso per l’uomo nonché equilibratore numerico degli ungulati selvatici. 
Questa nuova consapevolezza lo portò a pubblicare diversi saggi , e tenere numerose conferenze in Nord America ed Europa, sul comportamento dei lupi nei quali analizza le situazioni in cui i lupi rimangono in effetti timorosi e le situazioni nelle quali diventano feroci predatori anche dell’uomo, inoltre evidenzia anche gli impatti deleteri dei lupi sull’ecologia della fauna selvatica.
Per quanto riguarda il comportamento dei lupi nei confronti degli esseri umani ha descritto sette tappe in progressione esperienziale: dalla forte timidezza e dall'evitare la vicinanza dell'umano, quindi la ricerca di fonti di cibo antropiche e l'abituarsi alla vicinanza umana, quindi possibili attacchi esplorativi,, fino ad attacchi predatori alle persone, che di solito avvengono solo a condizione che siano attraversate le sette tappe da lui descritte.
È stato un esperto convocato nell'inchiesta sulla morte di Kenton Carnegie   un geologo sbranato dai lupi durante una passeggiata serale l'8 novembre 2005 a Wollaston Lake, Points North Landing, Saskatchewan, Canada.
Il paradigma dell'autoregolazione della natura è, secondo le sue teorie, un errore intellettuale semplicistico. I meccanismi di feedback negativo assunti in questo concetto non funzionerebbero così in natura, ma gli effetti autorinforzanti porterebbero a un declino della biodiversità.  Con una gestione e una cura attiva della fauna selvatica, gli esseri umani possono ottenere una maggiore biodiversità e produttività degli ecosistemi. Gli umani possono evitare il gioco brutale di essere sbranati dai lupi. I cacciatori che praticano la caccia etica tratterebbero la selvaggina in modo molto più umano di quanto non faccia la "natura" dei lupi.
Geist lavorò anche nel campo della paleozoologia degli ungulati e dei canidi e studiò le differenze nello stato ecologico dei lupi nella megafauna pleistocenica e nell'attuale fauna selvatica. In relazione alle rispettive opere, ha sottolineato la presenza di "buchi da predazione" causate dal lupo grigio (Canis lupus)  su ungulati olartici, con conseguente abbassamento delle distribuzioni e delle popolazioni di ungulati a livelli subottimali, e mantenuta subottimale attraverso la competizione dell'orso bruno/grizzly (Ursus arctos) sui giovani durante le stagioni di parto. Inoltre, la teoria di Geist come l'ecologia pleistocenica del lupo grigio non abbia avuto gli stessi impatti attuali , è che i lupi venivano predati all'epoca dagli ipercarnivori megafaunistici come i taxa Machairodontinae, Pantera e Arctodus simus.
L'interesse di Geist per i Neanderthal  è stato trattato in un articolo del National Geographic dove suggerisce che i Neanderthal potrebbero non aver imparato a usare armi da lancio, supportato dai loro metodi di caccia. Ha evidenziato la possibilità che si siano impegnati nel cannibalismo e che possano aver effettivamente allevato bambini di altre tribù per il cibo. Ha ipotizzato che l'antica arte rupestre fosse un graffito, lasciato da giovani uomini che si sfidavano a vicenda per andare in profondità nella terra per lasciare il segno. In questo, ha sostenuto le opinioni di R. Dale Guthrie in ‘’The Nature of Paleolithic Art ‘’ (2006-02-01).
Nel 2004 Geist ha vinto il Wilderness Defenders Award dalla Alberta Wilderness Association.

### Scala Geist
Geist ha descritto sette tappe progressive che hanno portano i lupi a perdere il timore dell'uomo, diventando pericolosi in mancanza di dissuasioni attive:
1) All'interno del territorio dei branchi le prede stanno diventando scarse non solo a causa di
aumento della predazione, ma anche dall'emigrazione in massa delle prede spaventate,
portando a una virtuale assenza di prede. Oppure i lupi frequentano sempre di più le
discariche di rifiuti di notte. Abbiamo osservato questo prima in estate e poi in autunno
1999. I cervi hanno lasciato i prati occupati dai lupi e sono entrati arditamente nei sobborghi
e nelle fattorie, provocando per la prima volta molti danni ai giardini, dormendo di notte
vicino a fienili e case, cosa che non avevano fatto nei quattro anni precedenti. I terreni di
svernamento di cigni trombettisti, oche canadesi e stormi di diverse specie di anatre sono
rimasti deserti. L'assenza virtuale di fauna selvatica nel paesaggio era impressionante
2) I lupi in cerca di cibo cominciarono ad avvicinarsi alle abitazioni umane di notte!
La loro presenza era annunciata da frequenti e forti latrati di cani da cortile. ogni sera un
branco di cani da guardia delle pecore correva fuori per affrontare il branco di lupi, con
conseguenti lunghi duelli notturni. I lupi venivano sentiti ululare anche durante il giorno.
3) I lupi appaiono alla luce del giorno e ad una certa distanza osservano le persone che fanno
le loro faccende quotidiane. I lupi eccellono nell'apprendere da vicino, con costante
osservazione. Si avvicinano agli edifici durante il giorno.
4) Il bestiame di piccola taglia e gli animali domestici vengono attaccati anche vicino agli
edifici durante il giorno. I lupi agiscono decisamente con più audacia nelle loro azioni. Essi
scelgono preferibilmente i cani e li seguono fino alle verande.
Le persone con i cani si ritrovano a difendere i loro cani da un lupo o divers i lupi. Tali
attacchi sono ancora attacchi titubanti e le persone riescono a salvare alcuni cani. In questa
fase i lupi non si concentrano sugli umani, ma attaccano animali domestici e alcuni capi di
bestiame con determinazione. Tuttavia, possono minacciar e gli esseri umani con i denti
scoperti e ringhianti quando questi difendono i loro cani da difesa o da esposizione, o vicino
a una cagnolina in calore, o vicino a una carcassa di un animale ucciso sulla strada. I lupi
stanno ancora stabilendo il territorio.
5) I lupi esplorano il bestiame di grandi dimensioni, con conseguenze di code tagliate,
orecchie e garretti morsicati. Il bestiame cerca di scappare attraversando le recinzioni in
direzione della sicurezza dei fienili. Vengono ritrovati i primi bovini gravemente feriti;
tendono ad avere severe lesioni alle mammelle, all'inguine e agli organi sessuali e devono essere soppressi.
Le azioni dei lupi diventano più sfacciate e bovini o cavalli possono essere uccisi vicino a
case e fienili dove il bestiame o i cavalli stavano cercando di trovare rifugio. I lupi possono
seguire i cavalieri e circondarli. Sono in grado di salire sulle verande e guardare dentro le
finestre.
6) I lupi rivolgono la loro attenzione alle persone e incominciano ad avvicinarsi,
inizialmente semplicemente esaminando da vicino per diversi minuti di fila. Questo è un passare dallo
stabilire il territorio al prendere di mira le persone come prede. I lupi possono fare attacchi
esitanti, quasi giocosi, mordendo e strappando i vestiti, pizzicando gli arti e il busto. Si
ritirano quando vengono affrontati. Difendono le loro prede muovendosi verso le persone e
ringhiando e abbaiando contro di loro da 10 20 passi di distanza.
7) I lupi attaccano le persone. Questi attacchi iniziali sono goffi, perché i lupi
non hanno ancora imparato ad abbattere efficacemente la nuova preda. Le persone attaccate
possono spesso scappare a causa della goffaggine degli attacchi. Un uomo maturo e
coraggioso può respingere o strangolare un lupo che attacca. Tuttavia, contro un branco di lupi non c'è difesa e anche due uomini capaci e armati possono essere uccisi.  I lupi, come cacciatori in branco, sono dei predatori esperti che possano abbattere orsi neri, persino orsi grizzly . I lupi possono difendere la preda che hanno ucciso.
L'attacco potrebbe non essere motivato dal voler catturare una preda, ma potrebbe essere una questione di esplorazione più dettagliata non motivata dalla fame. Questo spiega perché i lupi a volte portano via bambini vivi e resistenti perché non si nutrono invariabilmente degli umani che hanno ucciso, ma possono abbandonarli, proprio come possono uccidere le volpi e lasciarle semplicemente li perché ferite, una persona attaccata da un lupo, a volte sembra sorprendentemente leggera, se si tiene in considerazione la forza della mascella di un lupo e il suo potenziale potere di taglio. 

## Alcune pubblicazioni
- Valerius Geist, Gray wolves and the black side of the 'Nature knows best' dogma, or how hands-on management is vital to high biodiversity, productivity and a humane treatment of wildlif . In: Beiträge zur Jagd- & Wildforschung, Band 44, 2019, page 65-71
- Valerius Geist, Living on the Edge: The Mountain Goat's World, Dale E. Toweill, October 19, 2010
- Valerius Geist , Wolves – When Ignorance Is Bliss(2009)
- Valerius Geist , Circumstances leading to wolf attacks on people(2007):
- Valerius Geist; Will N. Graves, Wolves in Russia - Anxiety Through the Ages., Detselig Enterprises, 2007. ISBN 978-1-55059-332-7
- Valerius Geist, Wolves on Vancouver Island